# American Le Mans Series 2000
Navigation
Édition précédente Édition suivante
L'American Le Mans Series 2000 a été la deuxième saison de ce championnat. Les saisons 2000 et 2001 furent les seules où des courses ont été organisées en dehors de l'Amérique, avec des événements en Europe et en Australie. Ces délocalisations ont aidé à la création du championnat European Le Mans Series 2001 et devaient amorcer un championnat Asie-Pacifique.

## Calendrier
| Manche | Course                            | Circuit                        | Date         |
| ------ | --------------------------------- | ------------------------------ | ------------ |
| 1      | 12 Heures de Sebring              | Sebring                        | 18 mars      |
| 2      | Grand Prix de Charlotte           | Charlotte Motor Speedway       | 1er avril    |
| 3      | Silverstone 500 USA Challenge     | Circuit de Silverstone         | 13 mai       |
| 4      | 1 000km du Nürburgring            | Nürburgring                    | 9 juillet    |
| 5      | Grand Prix de Sonoma              | Sears Point Raceway            | 23 juillet   |
| 6      | Grand Prix de Mosport             | Mosport                        | 6 août       |
| 7      | Grand Prix du Texas               | Texas Motor Speedway           | 2 septembre  |
| 8      | Rose City Grand Prix              | Portland International Raceway | 10 septembre |
| 9      | Petit Le Mans                     | Road Atlanta                   | 30 septembre |
| 10     | Monterey Sports Car Championships | Laguna Seca Raceway            | 15 octobre   |
| 11     | Grand Prix de Las Vegas           | Las Vegas Motor Speedway       | 29 octobre   |
| 12     | Race of a Thousand Years          | Circuit d'Adélaïde             | 31 décembre  |

## Résultats
Les vainqueurs du classement général de chaque manche sont inscrits en caractères gras.
| Manche | Circuit      | Équipe victorieuse LMP                        | Équipe victorieuse GTS                          | Équipe victorieuse GT         | Résultats |
| Manche | Circuit      | Pilotes victorieux LMP                        | Pilotes victorieux GTS                          | Pilotes victorieux GT         | Résultats |
| ------ | ------------ | --------------------------------------------- | ----------------------------------------------- | ----------------------------- | --------- |
| 1      | Sebring      | #78 Audi Sport North America                  | #91 Viper Team Oreca                            | #5 Dick Barbour Racing        | Résultats |
| 1      | Sebring      | Frank Biela Tom Kristensen Emanuele Pirro     | Olivier Beretta Karl Wendlinger Dominique Dupuy | Dirk Müller Lucas Luhr        | Résultats |
| 2      | Charlotte    | #42 BMW Motorsport                            | #91 Viper Team Oreca                            | #51 Dick Barbour Racing       | Résultats |
| 2      | Charlotte    | J.J. Lehto Jörg Müller                        | Olivier Beretta Karl Wendlinger                 | Bob Wollek Sascha Maassen     | Résultats |
| 3      | Silverstone  | #42 BMW Motorsport                            | #91 Viper Team Oreca                            | #51 Dick Barbour Racing       | Résultats |
| 3      | Silverstone  | J.J. Lehto Jörg Müller                        | Olivier Beretta Karl Wendlinger                 | Bob Wollek Sascha Maassen     | Résultats |
| 4      | Nürburgring  | #1 Panoz Motor Sports                         | #91 Viper Team Oreca                            | #5 Dick Barbour Racing        | Résultats |
| 4      | Nürburgring  | Jan Magnussen David Brabham                   | Olivier Beretta Karl Wendlinger Marc Duez       | Dirk Müller Lucas Luhr        | Résultats |
| 5      | Sears Point  | #77 Audi Sport North America                  | #92 Viper Team Oreca                            | #5 Dick Barbour Racing        | Résultats |
| 5      | Sears Point  | Allan McNish Rinaldo Capello                  | David Donohue Tommy Archer                      | Dirk Müller Lucas Luhr        | Résultats |
| 6      | Mosport      | #77 Audi Sport North America                  | #91 Viper Team Oreca                            | #23 Alex Job Racing           | Résultats |
| 6      | Mosport      | Allan McNish Rinaldo Capello                  | Olivier Beretta Karl Wendlinger                 | Randy Pobst Bruno Lambert     | Résultats |
| 7      | Texas        | #78 Audi Sport North America                  | #3 Corvette Racing                              | #23 Alex Job Racing           | Résultats |
| 7      | Texas        | Frank Biela Emanuele Pirro                    | Ron Fellows Andy Pilgrim                        | Randy Pobst Bruno Lambert     | Résultats |
| 8      | Portland     | #77 Audi Sport North America                  | #91 Viper Team Oreca                            | #51 Dick Barbour Racing       | Résultats |
| 8      | Portland     | Allan McNish Rinaldo Capello                  | Olivier Beretta Karl Wendlinger                 | Bob Wollek Sascha Maassen     | Résultats |
| 9      | Road Atlanta | #77 Audi Sport North America                  | #4 Corvette Racing                              | #51 Dick Barbour Racing       | Résultats |
| 9      | Road Atlanta | Allan McNish Rinaldo Capello Michele Alboreto | Kelly Collins Andy Pilgrim Franck Fréon         | Bob Wollek Sascha Maassen     | Résultats |
| 10     | Laguna Seca  | #77 Audi Sport North America                  | #91 Viper Team Oreca                            | #7 PTG                        | Résultats |
| 10     | Laguna Seca  | Allan McNish Rinaldo Capello                  | Olivier Beretta Karl Wendlinger                 | Hans-Joachim Stuck Boris Said | Résultats |
| 11     | Las Vegas    | #78 Audi Sport North America                  | #91 Viper Team Oreca                            | #51 Dick Barbour Racing       | Résultats |
| 11     | Las Vegas    | Frank Biela Emanuele Pirro                    | Olivier Beretta Karl Wendlinger                 | Bob Wollek Sascha Maassen     | Résultats |
| 12     | Adélaïde     | #77 Audi Sport North America                  | #91 Viper Team Oreca                            | #5 Dick Barbour Racing        | Résultats |
| 12     | Adélaïde     | Allan McNish Rinaldo Capello                  | Olivier Beretta Karl Wendlinger Dominique Dupuy | Dirk Müller Lucas Luhr        | Résultats |

## Classement écuries

### Classement LMP
| Pos. | Écurie                     | Châssis                    | Moteur                            | 1  | 2  | 3  | 4  | 5  | 6  | 7  | 8  | 9  | 10 | 11 | 12 | Total |
| ---- | -------------------------- | -------------------------- | --------------------------------- | -- | -- | -- | -- | -- | -- | -- | -- | -- | -- | -- | -- | ----- |
| 1    | Audi Sport North America   | Audi R8R Audi R8           | Audi 3.6 L Turbo V8               | 30 | 14 | 19 | 24 | 25 | 25 | 25 | 25 | 30 | 25 | 25 | 30 | 264   |
| 2    | BMW Motorsport             | BMW V12 LMR                | BMW S70 6.0 L V12                 | 24 | 25 | 25 | 26 | 19 | 21 | 17 | 19 | 20 | 19 | 21 |    | 219   |
| 3    | Panoz Motor Sports         | Panoz LMP-1 Roadster-S     | Élan 6L8 6.0 L V8                 | 18 | 21 | 21 | 30 | 15 | 15 | 19 | 21 | 24 | 11 | 11 | 24 | 208   |
| 4    | Team Rafanelli SRL         | Lola B2K/10                | Judd (Rafanelli) GV4 4.0 L V10    | 10 | 19 | 11 |    | 9  |    | 11 | 13 | 15 | 9  | 17 | 22 | 136   |
| 5    | Johansson-Matthews Racing  | Reynard 2KQ Reynard 2KQ-LM | Judd GV4 4.0 L V10                | 11 |    | 7  | 13 | 13 | 17 | 13 | 15 | 11 | 15 | 15 |    | 136   |
| 6    | Intersport Racing          | Lola B98/10 Lola B2K/10    | Ford 5.1 L V8 Judd GV4 4.0 L V8   | 17 |    |    |    | 14 |    | 12 | 11 | 14 | 14 | 12 |    | 130   |
| 7    | Motorola-DAMS              | Cadillac Northstar LMP     | Cadillac Northstar 4.0 L Turbo V8 | 15 |    | 14 | 20 |    |    |    |    | 19 |    |    | 19 | 87    |
| 8    | Team Cadillac              | Cadillac Northstar LMP     | Cadillac Northstar 4.0 L Turbo V8 | 19 |    |    |    |    |    |    | 12 | 18 | 13 |    |    | 62    |
| 9    | Konrad Motorsport          | Lola B2K/10                | Ford (Roush) 6.0 L V8             |    |    |    |    |    |    |    |    | 12 | 11 | 9  | 26 | 58    |
| 10   | Pole Team                  | Riley & Scott Mk III       | Judd GV4 4.0 L V10                |    | 13 | 6  | 12 |    |    |    |    |    |    |    |    | 31    |
| 11   | Champion Racing            | Lola B2K/10                | Porsche 3.6 L Turbo Flat-6        | 16 |    |    |    | 11 |    |    |    |    |    |    |    | 27    |
| 12   | Martin Snow Racing         | Lola B2K/40                | Nissan (AER) VQL 3.0 L V6         |    |    |    |    |    |    |    |    |    | 12 | 13 |    | 25    |
| 13   | Doran Lista Racing         | Ferrari 333 SP             | Judd GV4 4.0 L V10                | 20 |    |    |    |    |    |    |    |    |    |    |    | 20    |
| 14   | Racing Organisation Course | Reynard 2KQ-LM             | Volkswagen 2.0 L Turbo I4         |    |    |    | 19 |    |    |    |    |    |    |    |    | 19    |
| 15   | GLV Racing                 | Ferrari 333 SP             | Ferrari F310E 4.0 L V12           |    |    |    | 18 |    |    |    |    |    |    |    |    | 18    |
| 16   | PiR Competition            | Debora LMP299              | BMW 3.0 L I6                      |    |    |    | 15 |    |    |    |    |    |    |    |    | 15    |
| 17   | Multimatic Competition     | Lola B98/10                | Ford Cosworth XD 2.6 L Turbo V8   | 14 |    |    |    |    |    |    |    |    |    |    |    | 14    |
| 18   | Pescarolo Sport            | Courage C52                | Peugeot A32 3.2 L Turbo V6        |    |    | 13 |    |    |    |    |    |    |    |    |    | 13    |
| 19   | SMG Competition            | Courage C60                | Judd GV4 4.0 L V10                |    |    | 12 |    |    |    |    |    |    |    |    |    | 12    |
| 20=  | Kremer Racing              | Lola B98/K2000             | Ford (Roush) 6.0 L V8             |    |    | 10 |    |    |    |    |    |    |    |    |    | 10    |
| 20=  | Conrero                    | Riley & Scott Mk III       | Ford Cosworth 4.0 L V8            |    |    |    | 10 |    |    |    |    |    |    |    |    | 10    |
| 22   | KnightHawk Racing          | Lola B2K/40                | Nissan (AER) VQL 3.0 L V6         |    |    |    |    |    |    |    |    |    |    | 8  |    | 8     |
| 23   | Phillips Motorsports       | Lola B2K/40                | Nissan (AER) VQL 3.0 L V6         |    |    |    |    |    |    |    |    |    | 7  |    |    | 7     |

### Classement GTS
| Pos. | Écurie                         | Châssis                 | Moteur                     | 1  | 2  | 3  | 4  | 5  | 6  | 7  | 8  | 9  | 10 | 11 | 12 | Total |
| ---- | ------------------------------ | ----------------------- | -------------------------- | -- | -- | -- | -- | -- | -- | -- | -- | -- | -- | -- | -- | ----- |
| 1    | Viper Team Oreca               | Dodge Viper GTS-R       | Dodge 8.0 L V10            | 30 | 25 | 25 | 30 | 25 | 25 | 21 | 25 | 26 | 25 | 25 | 30 | 266   |
| 2    | Roock Motorsport North America | Porsche 911 GT2         | Porsche 3.8 L Turbo Flat-6 | 18 | 21 | 13 | 24 | 19 | 17 | 17 | 19 | 19 |    | 17 |    | 184   |
| 3    | Corvette Racing                | Chevrolet Corvette C5-R | Chevrolet 7.0 L V8         | 20 |    |    |    |    | 21 | 25 |    | 30 | 21 | 19 |    | 136   |
| 4    | Chamberlain Motorsport         | Chrysler Viper GTS-R    | Chrysler 8.0 L V10         |    |    | 14 | 26 |    |    |    |    | 18 | 15 | 15 | 24 | 112   |
| 5    | Konrad Motorsport              | Porsche 911 GT2         | Porsche 3.8 L Turbo Flat-6 | 22 |    | 17 | 19 |    |    |    |    |    |    |    |    | 58    |
| 6=   | Proton Competition             | Porsche 911 GT2         | Porsche 3.6 L Turbo Flat-6 |    |    |    | 22 |    |    |    |    |    |    |    |    | 22    |
| 6=   | Intersport Racing              | Porsche 911 GT2         | Porsche 3.8 L Turbo Flat-6 |    |    |    |    |    |    |    |    |    |    |    | 22 | 22    |
| 8    | Freisinger Motorsport          | Porsche 911 GT2         | Porsche 3.8 L Turbo Flat-6 |    |    | 19 |    |    |    |    |    |    |    |    |    | 19    |
| 9    | DonMcGill.com Porsche Racing   | Porsche 911 GT2         | Porsche 3.8 L Turbo Flat-6 |    | 17 |    |    |    |    |    |    |    |    |    |    | 17    |
| 10   | Patriot Motorsports            | Dodge Viper GTS-R       | Dodge 8.0 L V10            |    |    |    |    |    |    |    |    | 16 |    |    |    | 16    |
| 11   | BVB                            | Porsche 911 GT2         | Porsche 3.8 L Turbo Flat-6 |    |    | 15 |    |    |    |    |    |    |    |    |    | 15    |
| 12   | Saleen/Allen Speedlab          | Saleen S7-R             | Ford 7.0 L V8              |    |    |    |    |    |    |    |    |    | 14 |    |    | 14    |
| 13=  | Multimatic Motorsports         | Porsche 911 GT2         | Porsche 3.8 L Turbo Flat-6 |    |    |    |    |    |    |    |    |    | 13 |    |    | 13    |
| 13=  | Carsport Holland               | Chrysler Viper GTS-R    | Chrysler 8.0 L V10         |    |    |    |    |    |    |    |    |    |    | 13 |    | 13    |

### Classement GT
| Pos. | Écurie                         | Châssis           | Moteur               | 1  | 2  | 3  | 4  | 5  | 6  | 7  | 8  | 9  | 10 | 11 | 12 | Total |
| ---- | ------------------------------ | ----------------- | -------------------- | -- | -- | -- | -- | -- | -- | -- | -- | -- | -- | -- | -- | ----- |
| 1    | Dick Barbour Racing            | Porsche 911 GT3-R | Porsche 3.6 L Flat-6 | 30 | 25 | 25 | 30 | 25 | 19 | 21 | 25 | 30 | 10 | 25 | 30 | 266   |
| 2    | Alex Job Racing                | Porsche 911 GT3-R | Porsche 3.6 L Flat-6 |    | 19 | 21 | 20 | 17 | 25 | 25 | 19 | 26 | 21 | 12 |    | 205   |
| 3    | Prototype Technology Group     | BMW M3 GTR        | BMW 3.2 L I6         |    | 21 | 14 | 22 | 19 | 21 | 14 | 21 | 16 | 25 | 19 | 24 | 202   |
| 4    | Skea Racing International      | Porsche 911 GT3-R | Porsche 3.6 L Flat-6 | 26 | 15 | 13 | 26 | 10 | 13 | 15 | 15 | 11 | 11 | 15 | 17 | 166   |
| 5    | Michael Colucci Racing (MCR)   | Porsche 911 GT3-R | Porsche 3.6 L Flat-6 | 18 | 13 | 19 | 24 | 15 | 17 | 9  | 10 | 17 | 14 | 5  |    | 151   |
| 6    | White Lightning Racing         | Porsche 911 GT3-R | Porsche 3.6 L Flat-6 | 12 | 14 |    |    | 13 |    | 11 | 14 | 15 | 17 | 11 | 18 | 125   |
| 7    | The Racer's Group              | Porsche 911 GT3-R | Porsche 3.6 L Flat-6 | 17 |    |    |    | 12 | 12 |    | 13 | 13 | 12 | 13 | 20 | 112   |
| 8    | Kyser Racing                   | Porsche 911 GT3-R | Porsche 3.6 L Flat-6 |    |    | 8  | 16 | 6  | 10 |    |    | 14 | 13 | 9  | 15 | 91    |
| 9    | Seikel Motorsport              | Porsche 911 GT3-R | Porsche 3.6 L Flat-6 |    |    | 9  | 18 | 11 | 9  |    |    | 20 | 15 | 6  |    | 88    |
| 10   | RWS Motorsport                 | Porsche 911 GT3-R | Porsche 3.6 L Flat-6 | 22 |    | 11 |    |    |    |    |    |    |    |    |    | 33    |
| 11   | Team LR Organization           | Porsche 911 GT3-R | Porsche 3.6 L Flat-6 | 20 |    | 12 |    |    |    |    |    |    |    |    |    | 32    |
| 12   | Orbit Racing                   | Porsche 911 GT3-R | Porsche 3.6 L Flat-6 |    |    |    |    |    |    |    |    | 18 | 9  |    |    | 27    |
| 13   | Reiser Callas Rennsport        | Porsche 911 GT3-R | Porsche 3.6 L Flat-6 | 24 |    |    |    |    |    |    |    |    |    |    |    | 24    |
| 14   | G & W Motorsport               | Porsche 911 GT3-R | Porsche 3.6 L Flat-6 |    |    |    |    |    |    |    |    | 22 |    |    |    | 22    |
| 15   | Haberthur Racing               | Porsche 911 GT3-R | Porsche 3.6 L Flat-6 |    |    |    |    |    |    |    |    |    |    |    | 19 | 19    |
| 16   | Roock Motorsport North America | Porsche 911 GT3-R | Porsche 3.6 L Flat-6 |    |    |    | 15 |    |    |    |    |    |    |    |    | 15    |
| 17   | Noël del Bello Racing          | Porsche 911 GT3-R | Porsche 3.6 L Flat-6 |    |    |    | 13 |    |    |    |    |    |    |    |    | 13    |

## Classement pilotes

### Classement LMP
| Pos. | Pilote          | Écurie                   | 1  | 2  | 3  | 4  | 5  | 6  | 7  | 8  | 9  | 10 | 11 | 12 | Total |
| ---- | --------------- | ------------------------ | -- | -- | -- | -- | -- | -- | -- | -- | -- | -- | -- | -- | ----- |
| 1    | Allan McNish    | Audi Sport North America | 27 |    | 28 |    | 21 | 27 | 24 | 27 | 33 | 27 | 23 | 33 | 270   |
| 2    | Rinaldo Capello | Audi Sport North America | 27 |    | 20 |    | 26 | 27 | 22 | 26 | 31 | 25 | 21 | 31 | 257   |
| 3    | Emanuele Pirro  | Audi Sport North America | 32 |    | 15 | 24 | 22 |    | 25 | 19 | 26 | 22 | 27 | 20 | 232   |
| 4    | Frank Biela     | Audi Sport North America | 32 |    |    | 26 | 21 | 15 | 26 | 17 | 26 | 22 | 25 | 21 | 231   |
| 5    | Jörg Müller     | BMW Motorsport           | 25 | 27 | 26 | 27 | 19 | 22 | 17 | 19 | 20 | 19 |    |    | 221   |